# Johannes Linßen
Johannes Linßen (ur. 28 września 1949 w Wachtendonk) – niemiecki piłkarz występujący na pozycji pomocnika, a także trener.

## Kariera piłkarska
Linßen jako junior grał w zespole TuS Wachtendonk. W 1968 roku został zawodnikiem klubu MSV Duisburg, grającego w Bundeslidze. Zadebiutował w niej 17 sierpnia 1968 w wygranym 1:0 meczu z FC Schalke 04, a 4 grudnia 1970 w przegranym 1:2 pojedynku z Bayernem Monachium strzelił swojego pierwszego gola w Bundeslidze. Graczem Duisburga był przez sześć sezonów.
W 1974 roku Linßen odszedł do Fortuny Köln z 2. Bundesligi. Jej barwy reprezentował do końca kariery w 1984 roku.
W Bundeslidze rozegrał 113 spotkań i zdobył 9 bramek.

## Kariera trenerska
Linßen karierę trenera rozpoczął w 1984 roku w Fortunie Köln, grającej w 2. Bundeslidze. Prowadził ją do października 1986, a potem ponownie od kwietnia 1987 do września 1989. W latach 1990–1993 asystentem trenera w zespole 1. FC Köln. W tym czasie, we wrześniu 1991 został jego tymczasowym szkoleniowcem. 1. FC Köln poprowadził w jednym meczu Bundesligi, 6 września przeciwko Borussii Dortmund (1:3).
W późniejszych latach Linßen trenował jeszcze Fortunę Köln oraz FC Gütersloh.